# 예링대서양가시쥐
예링대서양가시쥐(Trinomys iheringi)는 가시쥐과에 속하는 남아메리카 설치류이다. 브라질의 토착종이다. 학명과 통용명은 헤르만 폰 예링(Hermann von Ihering)의 이름에서 유래했다.